# Новороссийск (Аляска)
Новороссийск (Славороссия) — бывшее русское поселение на берегу залива Якутат, существовавшее в 1796-1805 годах на территории современного боро Якутат, Аляска, США.

## История
Новороссийск был основан на полуострове Фиппс русскими поселенцами в 1796 году в качестве перевалочного пункта между Кадьяком и более южными поселениями. Поселение состояло из 7 строений внутри крепости и 5 снаружи.
Поселение было атаковано и уничтожено тлинкитами в 1805 году. С тех пор территория не заселялась.
Будучи археологическим памятником, объявлен национальным историческим памятником США и вошёл в список национальных исторических памятников Аляски 2 июня 1978 года.